# Tjur (kung)
Tjur eller Oxe är det provisoriska namnet på en fördynastisk egyptisk konung, vars existens är starkt omdebatterad. Han kan ha varit en härskare i södra Egypten under Naqada III perioden (ca. 3200-3000 före vår tideräkning).
Om Tjur verkligen symboliserar en konung omnämns han i snitt på en staty som återfunnits i U-j graven i Umm El Qa'ab och på en sten relief på berget Gebel Tjauti.

## Uppkomst
Egyptologen Günter Dreyer kom fram till att en kung "Tjur" existerat när han undersökte snitt som gjorts på en staty av guden Min. Dreyer tolkade dessa snitt som order och då statyn var del av kung Skorpions I's gravgods anade han att statyn ursprungligen tillhört en annan kung. Utifrån tjursymbolen som fanns med i snittet tolkade han det som att Tjur var den konungens namn.   
Vidare fynd som pekar på att en kung Tjur existerat är tolkningen av en sten relief som påträffades 2003 på berget Gebel Tjauti i öknen väst om Thebe. Texten på sten reliefen har tolkats som en berättelse om en framgångsrik militär kampanj utförd av kung Skorpion I mot kung Tjur. Denna kampanj kan ha varit en del av enandet av Övre Egypten, och kung Skorpion som verkar ha härskat i Thinis kan då ha erövrat kung Tjurs land i Naqada-området.

### Argument emot Tjurs existens
Då tjurtecknen i de fynd som gjorts aldrig åtföljs av en horusfalk eller en guldrosett (symbolen för konungar under fördynastiska Egypten) tvivlar vissa forskare på att symbolen syftar på en kung. Till exempel påpekar skriftexperten Ludwig David Morenz och egyptologen Jochem Kahl att den egyptiska skrivkonsten fortfarande var under utveckling under den fördynastiska perioden och att forskare skall vara försiktiga med att tilldela enskilda symboler specifika betydelser. Tjursymbolen skulle enligt dem kunna representera en kung men skulle också kunna vara en benämning på ett område eller ett distrikt. Tjursymbolen på sten reliefen i Gebel Tjauti skulle även kunna representera att kung Skorpions armé var en anfallande styrka. Vidare verkar tjursymboler ha använts vid beskrivningar av forna ceremonier till guden Apis så tjursymbolen bekräftar därmed inte en annan egyptisk kung.  